# مات مكوي (سياسي)
مات مكوي هو سياسي أمريكي، ولد في 29 مارس 1966 في دي موين في الولايات المتحدة. نشط حزبياً في Iowa Democratic Party ‏ والحزب الديمقراطي. وقد انتخب عضو مجلس ولاية آيوا ‏ وانتخب عضو مجلس نواب ولاية آيوا ‏.

## وصلات خارجية
- الموقع الرسمي